# Petropseudes dahli
El falangero rupestre (Petropseudes dahli) es una especie de mamífero marsupial de la familia Pseudocheiridae endémica de Australia. Vive en escarpaduras rocosas de Kimberley, Tierra de Arnhem y el golfo de Carpentaria, a lo largo de Australia Occidental y el Territorio del Norte, y atravesando apenas la frontera con Queensland. También vive en Groote Eylandt. Es la única especie del género Petropseudes, pero forma parte del grupo que también incluye el falangero de cola escamosa (Pseudocheirus peregrinus).